# Álex Méndez
Alejandro Méndez García, detto Álex (Elche, 28 luglio 2001), è un calciatore spagnolo, difensore del DAC Dunajská Streda.

## Carriera
Cresciuto nel settore giovanile dell'Alcoyano, ha esordito in prima squadra l'11 dicembre 2019 disputando l'incontro di Tercera División pareggiato 0-0 contro il Silla. Il 27 gennaio 2020 viene acquistato dagli slovacchi dello Zemplín Michalovce.

## Statistiche

### Presenze e reti nei club
Statistiche aggiornate al 16 luglio 2022.
| Stagione        | Squadra            | Campionato      | Campionato | Campionato | Coppe nazionali | Coppe nazionali | Coppe nazionali | Coppe continentali | Coppe continentali | Coppe continentali | Altre coppe | Altre coppe | Altre coppe | Totale | Totale |
| Stagione        | Squadra            | Comp            | Pres       | Reti       | Comp            | Pres            | Reti            | Comp               | Pres               | Reti               | Comp        | Pres        | Reti        | Pres   | Reti   |
| --------------- | ------------------ | --------------- | ---------- | ---------- | --------------- | --------------- | --------------- | ------------------ | ------------------ | ------------------ | ----------- | ----------- | ----------- | ------ | ------ |
| 2019-gen. 2020  | Alcoyano           | TD              | 1          | 0          |                 | -               | -               |                    | -                  | -                  |             | -           | -           | 1      | 0      |
| gen.-giu. 2020  | Zemplín Michalovce | SL              | 4+1        | 0          | CS              | -               | -               |                    | -                  | -                  |             | -           | -           | 5      | 0      |
| 2020-2021       | Zemplín Michalovce | SL              | 9+5        | 0          | CS              | 2               | 0               |                    | -                  | -                  |             | -           | -           | 16     | 0      |
| 2021-2022       | Zemplín Michalovce | SL              | 19+9       | 0          | CS              | 3               | 0               |                    | -                  | -                  |             | -           | -           | 31     | 0      |
| 2022-2023       | Zemplín Michalovce | SL              | 1          | 0          | CS              | 0               | 0               |                    | -                  | -                  |             | -           | -           | 1      | 0      |
| Totale carriera | Totale carriera    | Totale carriera | 49         | 0          |                 | 5               | 0               |                    | -                  | -                  |             | -           | -           | 54     | 0      |